# Ба, Демба
Демба́ Ба (фр. Demba Ba; род. 25 мая 1985[…], Севр) — сенегальский футболист, нападающий. Победитель Второй Бундеслиги в 2008 году.

## Клубная карьера

### Ранние годы
Родился 25 мая 1985 года в Севре, пригороде Парижа, вырос в Приморской Сене вместе с семью братьями и сестрами. С самого раннего возраста увлекся футболом, играя со старшим братом и друзьями на спортивной площадке. В 1992 году Ба стал играть за местный клуб «Мон-Гайар». Позднее, во время учёбы в школе, он стал заниматься в учебном спортивном центре в городе Сен-Валери-ан-Ко, после играл за клуб «Порт Отоном» из Гавра (1999—2000) и «Фрилёз» (2000—2001). В 2001 году он переехал в Шатийон, где выступал за команду «Монруж» до 2004 года. Всё это время играл на позиции опорного полузащитника, только к концу своего выступления за «Монруж» переквалифицировавшись в центрального нападающего.
В мае 2004 года Ба отправился на просмотр в «Лион», ставший тогда в третий раз подряд чемпионом Франции, но получил отказ из-за своего возраста (19 лет). В сентябре того же года отправился на просмотр в «Осер», но клуб также отказался предлагать игроку контракт, обосновав своё решение тем, что Ба происходит не из футбольной академии. Дополнительным препятствием для выхода в «большой футбол» стали боли в спине, в итоге Ба решил вернуться в Гавр к семье, начав лечение с физиотерапевтом Домиником Эннегравом. Вскоре Ба отправился в Англию в клуб «Уотфорд» из Чемпионшипа. После двухнедельного пребывания в клубе Ба вновь было отказано в подписании контракта, и он направился в клубы низших дивизионов Англии — «Суонси Сити» и «Барнсли», где также с ним не стали заключать соглашение. Спустя некоторое время сотрудники «Уотфорда» перезвонили Ба и предложили тренироваться с основным составом. В течение 5 месяцев Ба тренировался с первой командой, но из-за назначения нового тренера ему пришлось покинуть команду. Вскоре сенегалец вернулся обратно во Францию. В мае 2005 года отправился на просмотр в клуб Лиги 2 — «Амьен», но вновь получил отказ. В июле клуб «Руан» пригласил Ба во вторую команду, но к концу предсезонного периода он подписал контракт сроком на один сезон с первой командой, выступавшей в четвёртом французском дивизионе. Ба завершил сезон 2005/06 с 22 голами в 26 играх, его игра привлекла внимание нескольких клубов: французского «Нанта», «Лилля» и «Ланса», а также бельгийского «Мускрона».

### «Мускрон»
В итоге «Мускрон» оказался единственным, кто сделал конкретное предложение о покупке игрока. Ба подписал свой первый профессиональный контракт с клубом, представляющим высшую лигу Бельгии. В первой игре за «Мускрон» в 1-м туре чемпионата Бельгии 2006/07 против «Серкль Брюгге» (2:1) отдал голевую передачу. Во 2-м туре забил свой первый гол в ворота «Гента», сделав счёт 3:1 в пользу «Мускрона». Сыграв в первых трёх играх чемпионата, Ба выбыл на 8 месяцев из-за перелома голени (большеберцовой и малоберцовой кости). Восстановившись к концу сезона, сыграл в семи играх, в которых забил семь голов. В 31-м и 32-м туре сделал по дублю в ворота «Генка» и «Зюлте-Варегема». В следующем туре во встрече против «Льерса» на 58-й минуте Ба забил мяч, а на 75-й — был удалён с поля. Перед началом следующего сезона на предсезонных играх «Мускрона» присутствовало множество скаутов европейских клубов, таких как «Пари Сен-Жермен», «Лилль», «Сент-Этьен», «Арсенал», «Чарльтон Атлетик», «Реал Вальядолид», «Депортиво Ла-Корунья» и «Хоффенхайм». Последние три клуба отправили официальные предложения к руководству «Мускрона», но бельгийский клуб отверг их. Повторное предложение в клуб направил лишь «Хоффенхайм», и, несмотря на плохое начало сезона — после 3-х туров команда занимала предпоследнее 17-е место в таблице второго дивизиона Германии, Ба перешёл в клуб. Это решение он принял после личного приглашения президента клуба Дитмара Хоппа посетить базу клуба и посмотреть на его инфраструктуру. Перед переходом Ба успел сыграть в первых двух турах чемпионата Бельгии 2007/08, в которых ничем не отметился.

### «Хоффенхайм»
29 августа 2007 года перешёл в «Хоффенхайм», выступавшем во втором дивизионе Германии и дебютировал 3 сентября в матче 4-го тура против «Фрайбурга» (2:3). Ба отыграл весь матч, отдав головой голевую передачу на Чинеду Обаси. Свой первый гол забил во втором матче за «Хоффенхайм» — против «Оснабрюка» (3:1) — на 59-й минуте головой замкнул подачу с углового, сделав счёт 1:1, а затем вновь отдал голевой пас на Карлоса Эдуардо в моменте со вторым голом. Затем у Ба началась серия из 10 матчей без забитых мячей, в 16-м туре он забил мяч в ворота оффенбахского «Киккерса» (2:2). После по разу отличился в матчах против «Веена», мёнхенгладбахской «Боруссии», «Фрайбурга», «Оснабрюка» и «Майнц 05». 27 апреля 2008 года в 30-м туре оформил хет-трик в ворота клуба «Карл Цейсс» всего за 20 минут (на 6, 18 и 26-й минутах). В трёх заключительных матчах забил два мяча и заработал один пенальти.
Ба стал лучшим бомбардиром команды с 12 голами наряду с Чинеду Обаси, тем самым посодействовав выходу «Хоффенхайма» в Бундеслигу. Принял участие в 30-ти играх чемпионата и трёх в Кубке Германии.
В Кубке Германии «Хоффенхайм» дошёл до четвертьфинала, где уступил будущему финалисту — дортмундской «Боруссии» (1:3).
В первом матче чемпионата Германии 2008/09 против «Энерги Котбус» (3:0) Ба забил гол и отдал голевую передачу.

### «Вест Хэм Юнайтед»
28 января 2011 года «Вест Хэм Юнайтед» объявил о подписании полного контракта с футболистом. Контракт был рассчитан до 2015 года. Ба принял участие в 12 матчах сезона, забив 7 голов. Однако это не помогло клубу избежать вылета из Премьер-лиги. В результате этого согласно условиям контракта Ба покинул клуб и стал свободным агентом.

### «Ньюкасл Юнайтед»
В качестве свободного агента 17 июня 2011 года Ба подписал соглашение с «Ньюкасл Юнайтед» до июля 2014 года. Дебютировал 13 августа в матче первого тура чемпионата Англии 2011/12 против «Арсенала», отыграл первый тайм и был заменён. В третьем туре во встрече против «Фулхэма» Ба отдал голевую передачу Леону Бесту, сделавшего дубль в этом матче. Свой первый гол Ба забил в игре против «Блэкберн Роверс» в 6-м туре, открыв счёт на 27-й минуте, спустя 3 минуты забил второй мяч, а во втором тайме — третий. В следующих двух матчах против «Вулверхэмптона» и «Тоттенхэма» Ба забил свои 4-й и 5-й голы. В 10-м туре сделал второй хет-трик в Премьер-лиге, забив три мяча в выездном матче против «Сток Сити». В матче против «Манчестер Юнайтед» (1:1) на «Олд Траффорд» Ба забил гол с пенальти, сравняв счёт. В выездном матче 15-го тура 10 декабря Ба сделал дубль в ворота «Норвич Сити» (2:4). В домашней встрече с «Вест Бромвич Альбионом» Ба вновь сделал дубль, но «Ньюкасл» вновь проиграл (3:2). В следующем матче против «Болтона» забил один из двух мячей команды, тем самым прервав 6-матчевую серию без побед «Ньюкасла».

### После «Ньюкасла»
4 января 2013 года подписал контракт с лондонским «Челси», где выступал под 19 номером. Сумма трансфера составила примерно 7 миллионов фунтов. Уже 5 января дебютировал за новый клуб, выйдя в стартовом составе на матч Кубка Англии против «Саутгемптона», в котором ему удалось отметиться дублем. После возвращения Жозе Моуринью на пост главного тренера лондонского клуба cенегальский футболист потерял место в основном составе.
17 июля 2016 года получил тяжёлую травму в матче 17-го тура китайской Суперлиги с «Шанхай СИПГ». Во втором тайме форвард столкнулся с игроком соперника и получил перелом ноги. Из-за этой травмы в прессе появились слухи о том, что Демба Ба завершит карьеру игрока. В сезоне 2016 года провёл 18 матчей в чемпионате Китая, в которых забил 14 голов и сделал три результативные передачи.
31 января 2017 года Ба перешёл из «Шанхай Шеньхуа» в «Бешикташ». Турецкий клуб взял нападающего в бесплатную аренду до конца сезона.
31 января 2018 года «Гёзтепе» арендовал Демба Ба до конца сезона.
22 января 2019 года Ба расторг контракт с «Шанхай Шеньхуа» по обоюдному согласию.
25 января 2019 года Ба подписал контракт с «Истанбул Башакшехир» сроком на 2,5 года.
13 сентября 2021 года объявил о завершении карьеры.

## Статистика выступлений

### Клубная статистика
| Выступление         | Выступление      | Выступление      | Лига | Лига | Кубок страны | Кубок страны | Кубок лиги | Кубок лиги | Еврокубки | Еврокубки | Итого | Итого |
| Клуб                | Лига             | Сезон            | Игры | Голы | Игры         | Голы         | Игры       | Голы       | Игры      | Голы      | Игры  | Голы  |
| ------------------- | ---------------- | ---------------- | ---- | ---- | ------------ | ------------ | ---------- | ---------- | --------- | --------- | ----- | ----- |
| Руан                | Нац. дивизион 2  | 2005/06          | 26   | 22   | 0            | 0            | 0          | 0          | 0         | 0         | 26    | 22    |
| Руан                | Итого            | Итого            | 26   | 22   | 0            | 0            | 0          | 0          | 0         | 0         | 26    | 22    |
| Мускрон             | Про-лига         | 2006/07          | 12   | 8    | 0            | 0            | 0          | 0          | 0         | 0         | 12    | 8     |
| Мускрон             | Итого            | Итого            | 12   | 8    | 0            | 0            | 0          | 0          | 0         | 0         | 12    | 8     |
| Хоффенхайм          | 2. Бундеслига    | 2007/08          | 30   | 12   | 0            | 0            | 0          | 0          | 0         | 0         | 30    | 12    |
| Хоффенхайм          | Бундеслига       | 2008/09          | 33   | 14   | 2            | 0            | 0          | 0          | 0         | 0         | 35    | 14    |
| Хоффенхайм          | Бундеслига       | 2009/10          | 17   | 5    | 1            | 0            | 0          | 0          | 0         | 0         | 18    | 5     |
| Хоффенхайм          | Бундеслига       | 2010/11          | 17   | 6    | 3            | 3            | 0          | 0          | 0         | 0         | 20    | 9     |
| Хоффенхайм          | Итого            | Итого            | 97   | 37   | 6            | 3            | 0          | 0          | 0         | 0         | 103   | 40    |
| Вест Хэм Юнайтед    | Премьер-лига     | 2010/11          | 12   | 7    | 1            | 0            | 0          | 0          | 0         | 0         | 13    | 7     |
| Вест Хэм Юнайтед    | Итого            | Итого            | 12   | 7    | 1            | 0            | 0          | 0          | 0         | 0         | 13    | 7     |
| Ньюкасл Юнайтед     | Премьер-лига     | 2011/12          | 34   | 16   | 0            | 0            | 2          | 0          | 0         | 0         | 36    | 16    |
| Ньюкасл Юнайтед     | Премьер-лига     | 2012/13          | 20   | 13   | 0            | 0            | 0          | 0          | 2         | 0         | 22    | 13    |
| Ньюкасл Юнайтед     | Итого            | Итого            | 54   | 29   | 0            | 0            | 2          | 0          | 2         | 0         | 58    | 29    |
| Челси               | Премьер-лига     | 2012/13          | 14   | 2    | 6            | 4            | 2          | 0          | 0         | 0         | 22    | 6     |
| Челси               | Премьер-лига     | 2013/14          | 19   | 5    | 1            | 0            | 5          | 1          | 4         | 2         | 29    | 8     |
| Челси               | Итого            | Итого            | 33   | 7    | 7            | 4            | 7          | 1          | 4         | 2         | 51    | 14    |
| Бешикташ            | Суперлига        | 2014/15          | 29   | 18   | 3            | 1            | 0          | 0          | 12        | 8         | 44    | 27    |
| Бешикташ            | Суперлига        | → 2016/17        | 2    | 1    | 0            | 0            | 0          | 0          | 0         | 0         | 2     | 1     |
| Бешикташ            | Итого            | Итого            | 31   | 19   | 3            | 1            | 0          | 0          | 12        | 8         | 46    | 28    |
| Шанхай Шэньхуа      | Суперлига        | 2015             | 11   | 6    | 0            | 0            | 0          | 0          | 0         | 0         | 11    | 6     |
| Шанхай Шэньхуа      | Суперлига        | 2016             | 18   | 14   | 0            | 0            | 0          | 0          | 0         | 0         | 18    | 14    |
| Шанхай Шэньхуа      | Суперлига        | 2018             | 17   | 5    | 0            | 0            | 0          | 0          | 0         | 0         | 17    | 5     |
| Шанхай Шэньхуа      | Итого            | Итого            | 46   | 25   | 0            | 0            | 0          | 0          | 0         | 0         | 46    | 25    |
| Гёзтепе             | Суперлига        | 2017/18          | 13   | 7    | 0            | 0            | 0          | 0          | 0         | 0         | 13    | 7     |
| Гёзтепе             | Итого            | Итого            | 13   | 7    | 0            | 0            | 0          | 0          | 0         | 0         | 13    | 7     |
| Истанбул Башакшехир | Суперлига        | 2018/19          | 5    | 2    | 0            | 0            | 0          | 0          | 0         | 0         | 5     | 2     |
| Истанбул Башакшехир | Суперлига        | 2019/20          | 28   | 13   | 4            | 2            | 0          | 0          | 8         | 0         | 40    | 15    |
| Истанбул Башакшехир | Суперлига        | 2020/21          | 6    | 0    | 0            | 0            | 0          | 0          | 3         | 1         | 9     | 1     |
| Истанбул Башакшехир | Итого            | Итого            | 39   | 15   | 4            | 2            | 0          | 0          | 11        | 1         | 54    | 18    |
| Всего за карьеру    | Всего за карьеру | Всего за карьеру | 363  | 176  | 21           | 10           | 9          | 1          | 29        | 11        | 422   | 198   |

### Статистика в сборной
| Сборная          | Сезон            | Товарищеские | Товарищеские | Турниры | Турниры | Всего | Всего |
| Сборная          | Сезон            | Игры         | Голы         | Игры    | Голы    | Игры  | Голы  |
| ---------------- | ---------------- | ------------ | ------------ | ------- | ------- | ----- | ----- |
| Сенегал          | 2007             | 4            | 0            | 1       | 1       | 5     | 1     |
| Сенегал          | 2009             | 2            | 0            | 0       | 0       | 2     | 0     |
| Сенегал          | 2010             | 1            | 0            | 1       | 0       | 2     | 0     |
| Сенегал          | 2011             | 1            | 0            | 1       | 1       | 2     | 1     |
| Сенегал          | 2012             | 1            | 1            | 4       | 0       | 5     | 1     |
| Сенегал          | 2013             | 0            | 0            | 1       | 0       | 1     | 0     |
| Сенегал          | 2014             | 1            | 0            | 0       | 0       | 1     | 0     |
| Всего за карьеру | Всего за карьеру | 10           | 1            | 8       | 2       | 18    | 3     |

### Матчи и голы за сборную
| №  | Дата            | Оппонент              | Счёт | Голы Ба | Соревнование              |
| 1  | 2 июня 2007     | Танзания              | 1:1  | 1       | Отборочные матчи КАН-2008 |
| 2  | 10 июня 2007    | Малави                | 3:2  | —       | Товарищеский матч         |
| 3  | 21 августа 2007 | Гана                  | 1:1  | —       | Товарищеский матч         |
| 4  | 17 ноября 2007  | Мали                  | 3:2  | —       | Товарищеский матч         |
| 5  | 21 ноября 2007  | Марокко               | 0:3  | —       | Товарищеский матч         |
| 6  | 5 сентября 2009 | Ангола                | 1:1  | —       | Товарищеский матч         |
| 7  | 14 октября 2009 | Республика Корея      | 0:2  | —       | Товарищеский матч         |
| 8  | 3 марта 2010    | Греция                | 2:0  | —       | Товарищеский матч         |
| 9  | 9 октября 2010  | Маврикий              | 7:0  | —       | Отборочные матчи КАН-2012 |
| 10 | 26 марта 2011   | Камерун               | 1:0  | 1       | Отборочные матчи КАН-2012 |
| 11 | 11 ноября 2011  | Гвинея                | 4:1  | —       | Товарищеский матч         |
| 12 | 12 января 2012  | Судан                 | 1:0  | 1       | Товарищеский матч         |
| 13 | 21 января 2012  | Замбия                | 1:2  | —       | Финальные матчи КАН-2012  |
| 14 | 25 января 2012  | Экваториальная Гвинея | 1:2  | —       | Финальные матчи КАН-2012  |
| 15 | 29 января 2012  | Ливия                 | 1:2  | —       | Финальные матчи КАН-2012  |
| 16 | 13 октября 2012 | Кот-д’Ивуар           | 0:2  | —       | Отборочные матчи КАН-2013 |
| 17 | 23 марта 2013   | Ангола                | 1:1  | —       | Отборочные матчи ЧМ-2014  |
| 18 | 5 марта 2014    | Мали                  | 1:1  | —       | Товарищеский матч         |

Итого: 18 матчей / 3 гола; 7 побед, 5 ничьих, 6 поражений.

## Достижения
Командные
«Хоффенхайм»
- Чемпион Второй Бундеслиги: 2007/08

«Челси»
- Победитель Лиги Европы: 2012/13

«Бешикташ»
- Чемпион Турции: 2016/17

«Истанбул Башакшехир»
- Чемпион Турции: 2019/20

Личные
- Игрок месяца английской Премьер-лиги: Декабрь 2011